# Agnia eximia
Agnia eximia là một loài bọ cánh cứng trong họ Cerambycidae.